# Claudio Arteaga
Claudio Arteaga Ureta (Santiago, 19 de marzo de 1870 - ibíd., 3 de diciembre de 1914) fue un abogado y político chileno.

## Biografía
Sus padres fueron Benjamín Arteaga Alemparte y Carlota Ureta Bascuñán.
Hizo sus primeros estudios en un colegio jesuita y en 1883, a los 13 años, ingresó al Instituto Nacional. Cursó Leyes en la Universidad de Chile, hasta obtener su título el 20 de julio de 1893. Su memoria versó sobre la División territorial y de orden de la Facultad respectiva se publicó en los Anales de la Universidad. 
Se casó, en 1894, con Lucía Infante Valdés y tuvieron 5 hijos.

## Vida pública

### Guerra civil y subsecretario (1891-1898)
Participó en la guerra civil de 1891 en defensa de la Constitución. Se encontró en las batallas de Concón y Placilla, en donde resultó herido y al retirarse del servicio militar, no lo hizo con la pensión de invalidez a que tenía derecho según la ley respectiva. 
En 1891, el 24 de septiembre, fue nombrado jefe de sección del Ministerio de Marina y el 31 de diciembre del mismo año, se le nombró subsecretario de dicha cartera. No obstante las conocidas y públicas desinteligencias con el entonces presidente y vicealmirante, Jorge Montt, fue mantenido y amparado en este puesto por los ministros de todos los colores políticos que se sucedieron con la frecuencia propia de la «rotativa ministerial», que comenzaba en ese entonces a aplicarse. En 1898 presentó la renuncia a su cargo en el gobierno.
Paralelamente fue profesor de Derecho Público y Administrativo en la Academia de Guerra y servía la cátedra de Derecho Constitucional en la Universidad de Chile.

### Abogado e inversionista (1898-1912)
En su desempeño profesional fue abogado de las grandes casas comerciales y de bancos. Supo ver con suficiente anticipación el porvenir de los negocios salitreros, por lo cual se trasladó al norte de Chile, cateó las pampas, y concluyó constituir su fortuna en los momentos en que ya se iniciaba en Santiago la fiebre bursátil de 1905. Entonces, sin necesidad ya de trabajar para ganarse la vida, entró a la Bolsa de Santiago, a ejercer una función de carácter parecido a lo que había ejercido como funcionario público primero y como abogado después.
Arteaga se puso al frente de los hombres dirigentes de la Bolsa, denunció el engaño de la mayor parte de las empresas lanzadas, a la vez que «la baja inevitable de valores» que debía venir arrastrando a la miseria a miles de familias; los hechos confirmaron las previsiones y justificaron la actitud de Arteaga en la Bolsa, haciendo el papel de fiscal de los negocios.

### Diputado (1912-1914)
Miembro del Partido Liberal Doctrinario, ingresó por primera vez a la Cámara de Diputados en 1912, por el periodo 1912-1915, representando a Collipulli y Mariluán; integró la Comisión Permanente de Legislación y Justicia.
En 1912 hizo fracasar en la Cámara el arreglo con el Perú, en la forma propuesta por el ministro de Relaciones Exteriores, Culto y Colonización, Antonio Huneeus Gana; acusó desde la tribuna parlamentaria a la prensa del país por la forma como trataba las cuestiones de interés público; acusó a la misma Cámara por su enviciamiento en las violaciones del derecho; fue el único diputado liberal que defendió a la Instrucción Pública en contra de los avances de la política conservadora; salvó la planta del Ejército que había sido reducida en un tercio por el Senado, y obtuvo la aprobación del proyecto que al efecto formuló; acusó los abusos del capitalismo extranjero en sus explotaciones del interés nacional; formuló el proyecto de ley para organizar los servicios de Tacna y Arica de toda especie y, además una infinidad de proyectos más, de interés nacional.
Quebrantada su salud por exceso de trabajo, en el año 1913 no hizo labor alguna, regresando al Congreso en marzo de 1914 para continuar su labor parlamentaria. Sin embargo, no alcanzó a completar su periodo, pues falleció el 3 de diciembre de 1914.